# Ērebowni-Diliǰan Marzakan Akowmb
L'Ērebowni-Diliǰan Marzakan Akowmb (in armeno Էրեբունի-Դիլիջան Մարզական Ակումբ?) è stata una società calcistica di Dilijan, in Armenia.

## Storia
Il club venne fondato nel 1985 e partecipò ai campionati della Repubblica Socialista Sovietica Armena. Con l'indipendenza e l'organizzazione di un torneo indipendente, la squadra partecipò alla prima edizione della Bardsragujn chumb, che terminò al 15º posto (l'ultimo utile per la permanenza nella massima divisione). Si ritirò e si sciolse prima dell'inizio della Bardsragujn chumb 1994.
Il club fu rifondato nel 2009 grazie a Hakob Hakobyan, parlamentare armeno.. Sebbene la sede della società sia situata a Dilijan, il settore giovanile ha come base il settore Ērebowni di Erevan. Partecipò alla Aradżin Chumb vincendola e ottenendo così la promozione in massima serie
Nella stagione d'esordio nella massima serie si classificò al quinto posto, mentre l'anno successivo terminò al sesto posto e raggiunse la finale della coppa nazionale dove venne sconfitto dal Širak
Nel maggio 2013, il club è stato sciolto su decisione dei proprietari.

## Palmarès

### Competizioni nazionali
- Araǰin Xowmb: 1

2009

### Altri piazzamenti
- Coppa d'Armenia:

Semifinalista: 2011-2012